# Северная площадь (Санкт-Петербург)
Се́верная площадь — площадь в Калининском районе Санкт-Петербурга, транспортный узел. Площадь представляет собой транспортный круг, в котором пересекаются Гражданский проспект и Северный проспект (от которого и произошло название площади).

## Наименование
Название Северная площадь официально присвоено 28 мая 1979 года, дано по Северному проспекту.

## Здания и объекты

### Башенные жилые дома «трилистники» (Гражданский проспект, дома 89 и 98,Северный проспект, дома 69-71)
Башенные жилые дома «трилистники». Два тринадцатиэтажных кирпичных здания построены в 1975—1978 годах по проекту архитекторов В. В. Попова, А. Д. Каца, Н. В. Шульц. У этих зданий нет главных и второстепенных фасадов. Торцы зданий представляют собой просторные лоджии, которые разделены кирпичными вертикалями, связывающими между собой общественный и жилые этажи.
В северо-западной части площади расположены бензоколонка и троллейбусное кольцо. В северо-восточной части расположена ещё одна бензоколонка.

## Транспорт
Ближайшие станции метро к площади:  Академическая (пешком 1,24 км),  Гражданский проспект (1,73 км)
На площади есть остановки общественного транспорта:
- На Северном проспекте, остановка «Гражданский проспект»: автобус 40, 94, 99, 270, троллейбус 38.
- На Гражданском проспекте, остановка «Северный проспект»: автобус: 60, 93, 102, 153, 177, 178, 206, 295 троллейбус 6, 31.

## Пересечения
- Гражданский проспект
- Северный проспект